# Antonio Carvalho da Silva Porto
Antonio Carvalho da Silva Porto (Porto, 11 novembre 1850 – Lisbona, 11 giugno 1893) è stato un pittore portoghese.
Fu un pittore essenzialmente naturalista.

## Biografia
Era il figlio di António da Silva Carvalho Porto, ramaio e incisore, e Margarida Carvalho da Silva Porto, ricamatrice premiata dall'Associazione Industriale di Porto.
Antonio Carvalho da Silva Porto si formò alla "Scuola di Belle arti" di Porto  e, in seguito, alla "Scuola di Belle arti" di Parigi. È stato allievo dei pittori francesi Charles-François Daubigny e Alexandre Cabanel, nonché dei portoghesi Carlos Reis (1863-1940) e João Vaz (1859-1931).
A Parigi espose i suoi lavori nel Salon e all'Expo del 1878. Inoltre studiò, con il suo amico e compatriota João Marques de Oliveira, nell'atelier di Adolphe Yvon e di Alexandre Cabanel. In seguito ambedue seguirono la Scuola di Barbizon e portarono con loro in Portogallo i principi e le regole di questa nuova Scuola quando fecero ritorno in patria nel 1879.
Antonio Carvalho morì a Lisbona all'età di 43 anni.

## Opere
I quadri di Carvalho sono esposti al Museo del Chiado a Lisbona, al Museo José Malhon a Caldas da Rainha e al Museo Nazionale Soares dos Reis di Porto.

## Galleria d'immagini

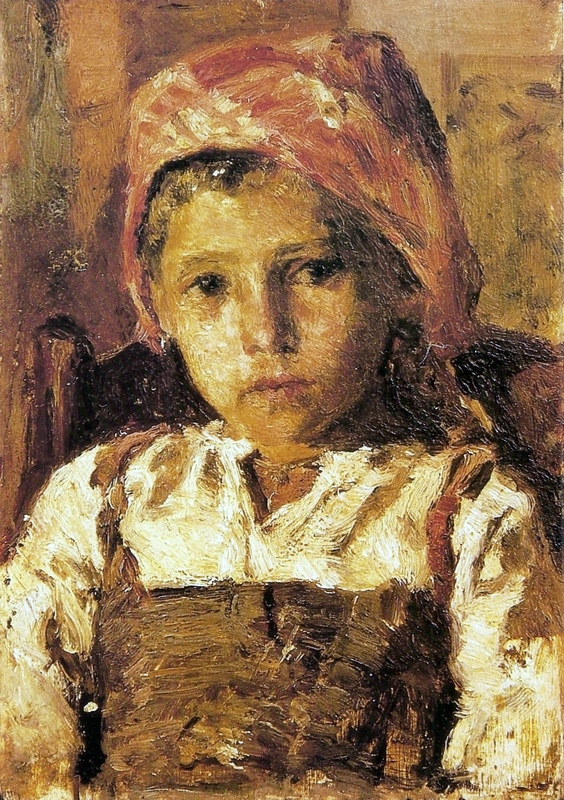
Testa di bimba
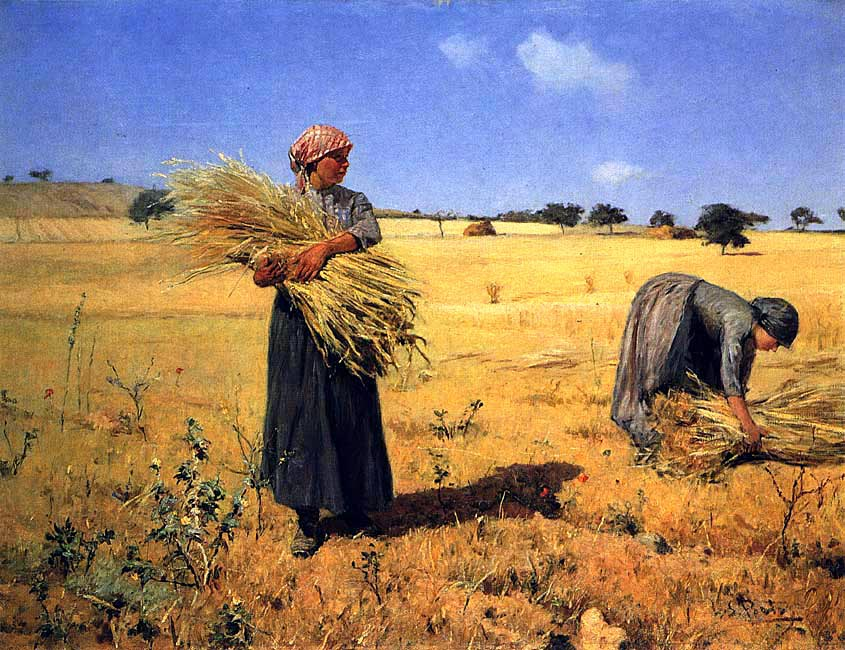
Il raccolto
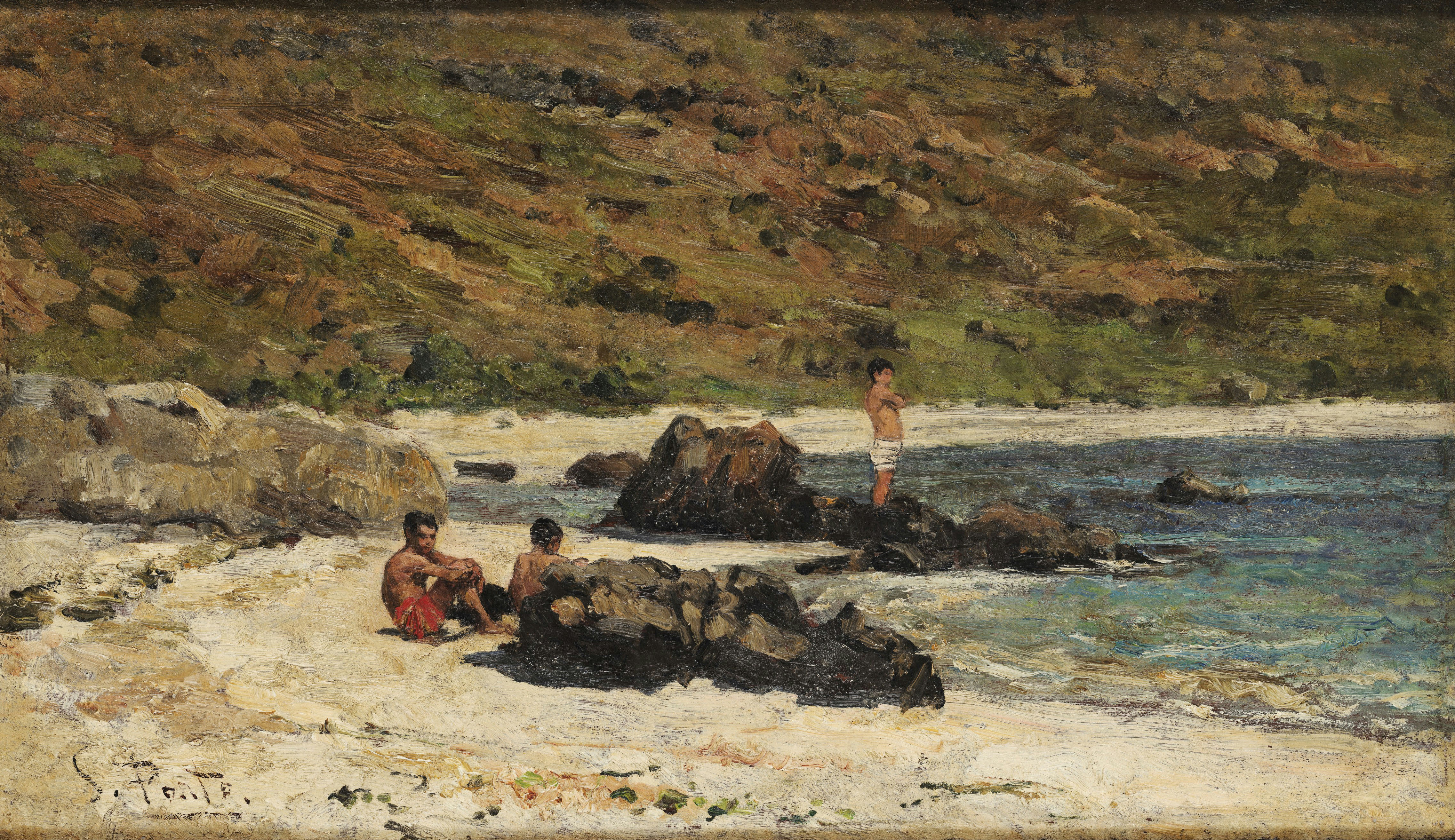
Angolo di spiaggia
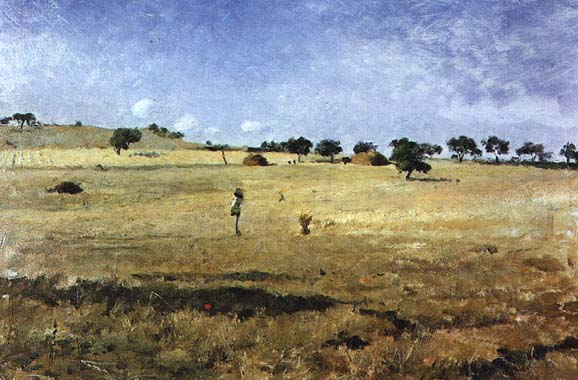
Paesaggio estivo
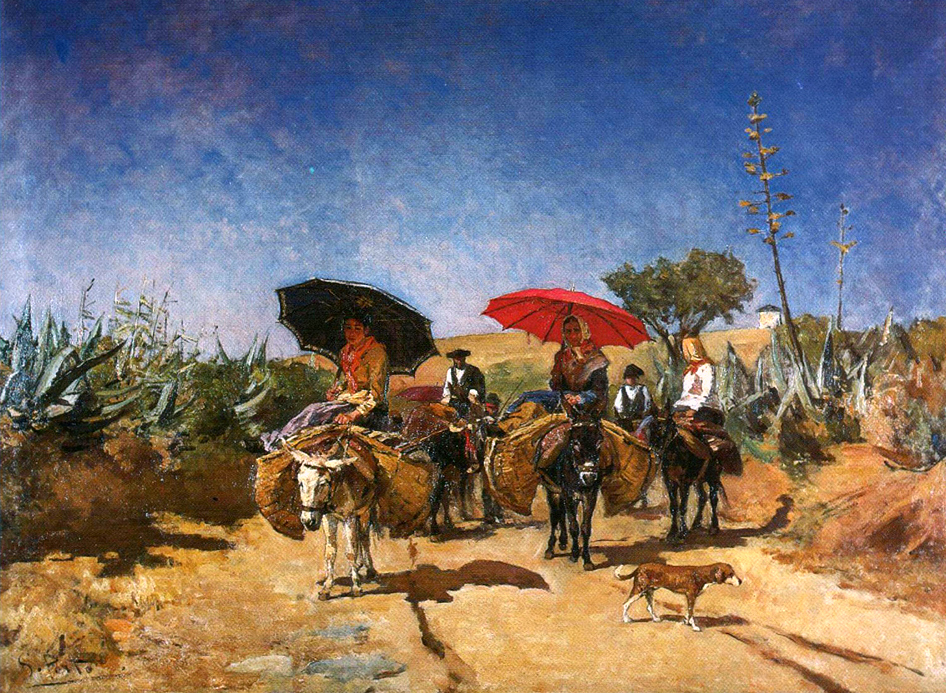
Ritorno dal mercato
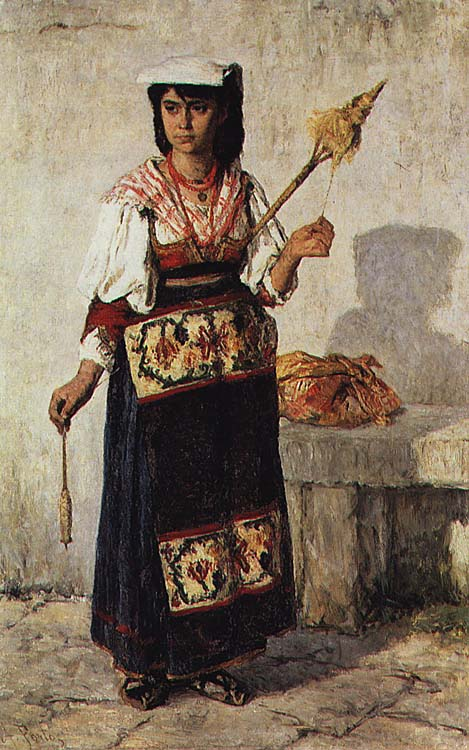
La filatrice
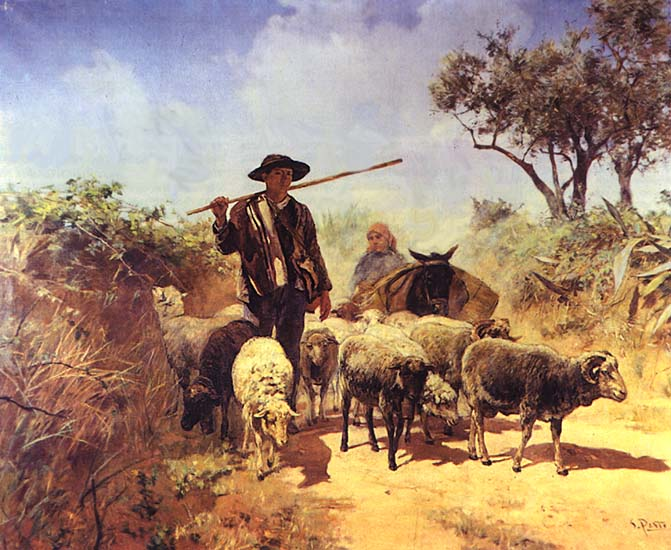
Il pastore
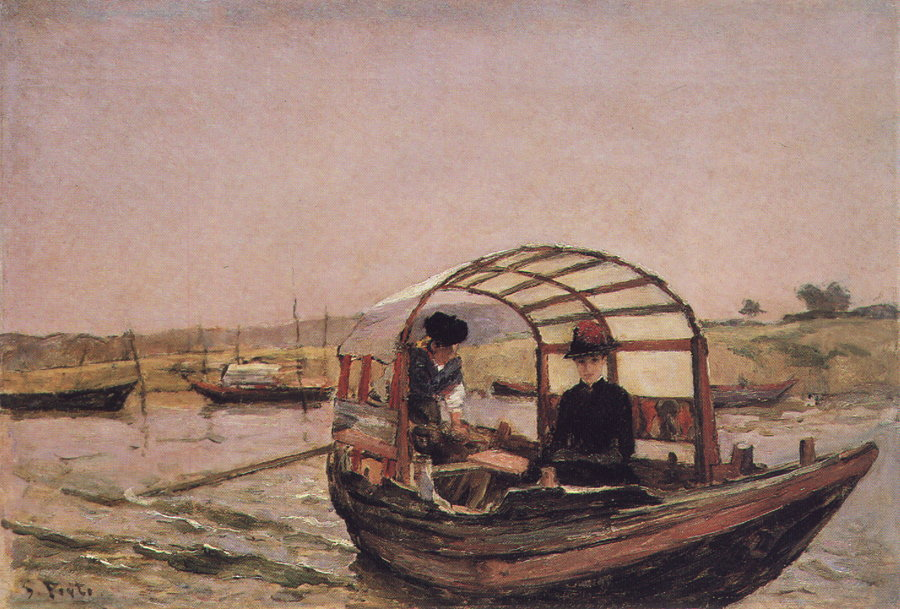
Gita sul fiume